# Chiesa di San Giovanni Battista delle Monache
La chiesa di San Giovanni Battista delle Monache è una chiesa situata in via Santa Maria di Costantinopoli nella città di Napoli.

## Storia
Fu eretta da Francesco Antonio Picchiatti negli anni 1673-81, mentre la facciata risale al secolo successivo ed è opera di Giovan Battista Nauclerio.
In quegli anni l'importanza del complesso monastico crebbe da estendersi su una vasta porzione di città comprendendo sei chiostri (quello sopravvissuto è il Chiostro di San Giovanniello), sei belvedere ed altri luoghi per lo svago.
Nel XIX secolo venne aperta via Conte di Ruvo tagliando i passaggi con il convento e il chiostro, che successivamente diverranno sede dell'Accademia di Belle Arti di Napoli, su progetto di Errico Alvino; dietro alla chiesa sorgeva il Bastione Vasto, demolito per far posto al Teatro Bellini, i cui lavori dissestarono le strutture della chiesa, che era stata restaurata qualche decennio prima (1850).
Nel 1930, dopo un terremoto, venne nuovamente restaurata e nel 1970 venne consolidata la cripta; tra il 1969 e il 1974 tutti i beni artistici mobili vennero trasferiti nei depositi della Soprintendenza.
Il terremoto del 1980 e il tentato restauro del 1982 aggravarono ulteriormente le condizioni statiche, determinate dai restauri precedenti, delle strutture, per cui si sopraggiunse al crollo della volta e della cupola; pertanto, attualmente la chiesa non è visitabile ed è in fase di restauro e di ripristino, mentre la cupola è stata completamente ricostruita con tecniche tradizionali.

## Descrizione

### Esterno
Il prospetto del Nauclerio si presenta con due ordini classici; il primo composito e al secondo corinzio, mentre le colonne provengono dal palazzo situato dove oggi sorge la chiesa.
Il primo ordine è composto da un portico in piperno rialzato, forse per rispettare omogeneamente anche l'andamento di quel tratto di strada dove si trova il portico della chiesa di Santa Maria della Sapienza; l'ordine superiore è ritmato dalle tre finestre in piperno con timpano arcuato.
Il coronamento è composto da una cornice dove al centro si alza un timpano triangolare.

### Interno
Al suo interno, due cappelle per lato, erano collocate numerose opere pittoriche e scultoree (tutte trasferite in altre sedi), realizzate da: Luca Giordano (La Predica del Battista in precedenza sull'altare maggiore), Mattia Preti (La Cena in casa del Fariseo in precedenza sulla controfacciata ), Massimo Stanzione (L'Incoronazione della Vergine), Andrea Vaccaro (La Madonna con il Bambino e San Luca), Bernardo Cavallino (L'Immacolata), Francesco Di Maria (L'Annunciazione), Giovanni Balducci (La Sacra Famiglia), Paolo De Matteis (Il Cristo Morto), Giuseppe Simonelli (La Madonna del Rosario), Oronzo Malinconico (La Resurrezione di Lazzaro più altri due dipinti), Giacomo Farelli (L'Incredulità di San Tommaso), Andrea dell'Asta (L'Addolorata), Giuseppe Tomajoli (La Visitazione), Orazio Frezza (Il Calvario), Santillo Sannino (Sacra Famiglia con Sant'Anna e San Gioacchino) e Nicola Fumo (autore di ben sei statue marmoree, raffiguranti: San Domenico, San Tommaso, San Giuseppe, San Nicola, San Michele e L'Angelo Custode). Malauguratamente, le decorazioni marmoree sono state deturpate dai furti o rovinate dalla pluridecennale mancanza di manutenzione.